# Oberrieden
Oberrieden é uma comuna da Suíça, no Cantão Zurique, com cerca de 4.805 habitantes. Estende-se por uma área de 2,76 km², de densidade populacional de 1.741 hab/km². Confina com as seguintes comunas: Herrliberg, Horgen, Meilen, Thalwil.
A língua oficial nesta comuna é o Alemão.